# Boghni
Boghni är en ort i Algeriet.   Den ligger i provinsen Tizi Ouzou, i den norra delen av landet, 80 km öster om huvudstaden Alger. Boghni ligger 249 meter över havet och antalet invånare är 54 666.
Terrängen runt Boghni är kuperad åt nordväst, men åt sydost är den bergig. Runt Boghni är det tätbefolkat, med 297 invånare per kvadratkilometer. Boghni är det största samhället i trakten. Trakten runt Boghni består till största delen av jordbruksmark.